# Buddelundia albinogrisescens
Buddelundia albinogrisescens är en kräftdjursart som beskrevs av Wahrberg 1922. Buddelundia albinogrisescens ingår i släktet Buddelundia och familjen Armadillidae. Inga underarter finns listade i Catalogue of Life.